# Península de Caramoan
Península de Caramoan es una península montañosa, con profundos barrancos y un terreno áspero, rocoso, situado en el noreste de Camarines Sur, Bicol al norte del país asiático de Filipinas. El lugar cuenta con un Parque nacional que tiene cuevas, formaciones de piedra caliza, playas de arena blanca, un lago, un islote y un río subterráneo, que es popular entre los turistas. Es accesible mediante el transporte público de la ciudad de Caramoan, y la población local ha establecido senderos en el parque para los visitantes.